# Bate Islands (Coronation Gulf)
Bate Islands är öar i Kanada.   De ligger i territoriet Nunavut, i den centrala delen av landet, 3 300 km nordväst om huvudstaden Ottawa. Öarna ligger i arkipelagen Duke of York Archipelago i viken Coronation Gulf.